# 民园大楼
民园大楼始建于1936年—1937年，坐落于当时的天津英租界（今和平区重庆道66号-68号），该建筑目前为重点保护等级历史风貌建筑，现为居住、商业用房。建筑的其中一部分作为天津市五大道历史博物馆和五大道游客服务中心。

## 历史
民园大楼始建于1936年，由奥地利建筑师鲁尔夫·盖苓设计而成，当时的住户多为北洋军阀、皇族遗老和资本家。中华人民共和国成立之后，居住与于此的多为天津教育界、医学界和文化界人士和政府官员。文化大革命之后后，这些人陆续搬离民园大楼。目前，该建筑为普通民居。

## 建筑特点
民园大楼由奥地利建筑师鲁尔夫·盖苓(1884年—1952年)设计而成，在五大道中属于规模比较大的建筑，因靠近民园体育场而被命名为民园大楼。该建筑为混合结构四层平屋顶式公寓建筑，建筑原三层，后来又加盖一层。整座大楼由“甲楼”“乙楼”“丙楼”和“丁楼”四个单元式住房组合而成。建筑外立面的色彩以白色混水墙为主，部分窗间的墙面点缀有清水琉缸砖。建筑的整体平面按照在当时来说比较新式的生活方式布局来设计，每层以楼梯间为中心设有四组不同面积的单元房，每间单元房又以起居室为整个单元房的中心来布置卧室、厨房、餐室、儿童房、佣人房和卫生间。当时的这种房间布局形式和现在的建筑居住房间基本保持一致，但和传统的中国以及西方的住宅设计形式有较大的差异。民园大楼形象大方，比例协调，为一座具有典型的现代建筑特征的公寓式建筑。

## 五大道历史博物馆
五大道历史博物馆是天津市和平区的一家私人博物馆。该博物馆于2009年5月1日正式开放，位于民园大楼地下200平方米左右的地方。五大道历史博物馆设有9个展区，展示了出自天津租界历史上的近千件藏品。博物馆内设有书房、卧室、客厅和花园，馆藏的展品有铅笔刀、牙签、英国瓦、邮箱、奶箱、玻璃灯、楼梯柱、法国白铜床、长椅和书柜等等。此外，博物馆内还放映胶片电影《天津档案》和其他老电影。

## 寓居名人
- 王光英，曾任第八、九届全国人大常委会副委员长，第六、七届全国政协副主席。原中国光大集团有限公司、光大实业公司董事长；全国工商联名誉主席，担任过天津市副市长，民建中央副主席等。
- 何宗谦，时任天津市工商联主委。
- 蒋伯鸾，著名中医教授。
- 顾学勤，天津妇产科著名专家。
- 袁心武，袁世凯的第六子。
- 施美丽，民国时箱尸案的主角之一。[5]

## 内部链接
- 茂根大楼
- 民园体育场